# Garrett (Teksas)
Garrett je gradić u američkoj saveznoj državi Teksas. Prema popisu stanovništva iz 2010. u njemu je živjelo 806 stanovnika.